# Jan de Schuyter
Jan de Schuyter (Antwerpen, 24 juni 1889 - aldaar, 9 mei 1952) was een Vlaamse volkskundige, journalist en toneelauteur.

## Leven
Jan de Schuyter was een bestuurslid van verscheidene verenigingen waaronder Eigen taal, eigen zeden, de Groeningerwacht van Berchem, rederijkerskamer 't Pardoent, de Historische vereniging van Antwerpen, de Bond van Vlaamse Toneelschrijvers, de Ex-libriskring van Antwerpen en de Bond van Antwerpse Folkloristen. Hij leerde George Roose kennen in 1907 waar hij een tijd mee samenwerkte. Samen redigeerden zij diverse tijdschriften waaronder Jonge Krachten, De Kunstgids, De Natuurvriend, De Wijngaard, en Lange Wapper. Daarnaast schreven ze samen nog toneelstukken, vertalingen, artikelen en brachten samen de magisch realistische roman Mijnheer Jacobus Van Vollegaarde uit. Bij het uitbreken van de Eerste Wereldoorlog werd hun samenwerking stopgezet. De Schuyter was van alle markten thuis, hij stelde in 1908 een verzameling schilderijen en tekeningen ten toon, daarnaast was hij een van de eerste Vlaamse filmmakers. Samen met Alfred van Deuren richtte hij in 1920 de maatschappij Scaldisfilm op waar hij het scenario voor de eerste Vlaamse langspeelfilm De storm des levens schreef. Als schrijver ging hij tussen 1930 en eind 1939 aan de slag voor Het Handelsblad onder de titel 'Onze Zondagvertellingen' waar hij 292 verhalen voor schreef.

## Werken
Een aantal van zijn werken zijn:
- Antwerpen's Ex-Libriskring: map 1941-1942, 1941
- De Antwerpsche Poesje, 1942 – 1943
- Antwerpsche poppen, 1942
- Antwerpsche typen, 1942
- August Kind: zijn leven ... zijn kluchtliederen, 1918
- Berchem tijdens de oorlogsjaren, 1940-1945, 1948
- De bescherming van den titel en van het beroep van architect, 1944
- De bescherming van kunstschatten tegen oorlogsgevaar en -geweld, 1939
- De beteekenis van Sint Niklaas, 1942
- De boottrekker van de Schelde en andere verhalen, 1939
- Conscience-album, 1812-1912: kort geschiedkundig overzicht van de feiten, waarop Hendrik Conscience de romans bouwde, voorgesteld in den praalstoet, ingericht binnen de goede stede Antwerpen, bij de honderdste verjaring zijner geboorte, 1912
- De danseres in 't spel: blijspel, 1930
- De danseres in 't spel: blijspel in één bedrijf, 1923
- Drij moorden voor vijf cens: marktzangers als verspreiders van stadsnieuws, 1945
- Een en ander over naamkaartjes, 1947
- Een en ander over volkséglomisés, 1940
- De evolutie van het Leikwartier, 1944
- Gabriëlla, 1912
- Gaston Schuermans, 1951
- Géants du folklore belge, 1950
- Geheime bladzijden uit het heldenboek van den weerstand, 1946
- Gemarteld Antwerpen, 1945
- Gerard en Edward Portielje, 1929
- De gesloten blinden: spel uit den middenstand in één bedrijf, 1914
- Gildekamerstraat, 1942
- Het gloren van den angst, of: De schaduw - de angst: twee spelen in één bedrijf, 1929
- De grote speelgoedoorlog
- Havenlucht: verhalen van de haven en van de rivier, 1944
- Herbergprinses: wat aanleiding gaf tot het schrijven van het zangspel, 1941
- Herdenking aan het 25 jarig bestaan van den Bond van Vlaamsche Tooneelschrijvers, 1936
- In geheimzinnige nachtschaduwen, 1926
- In het licht van de lantaarn: folkloristische wetenswaardigheden, gevolgd door: Een keuze sprookjes van de gebroeders Grimm, 1948
- In memoriam Willem Benoy, 1941